# 52P/Harrington-Abell
52P/Harrington-Abell este o cometă periodică descoperită în 1955 de astronomii americani Robert G. Harrington și George Ogden Abell.

## Descoperirea cometei
Cometa a fost descoperită de astronomii americani Robert G. Harrington și George Ogden Abell, pe plăci fotografice luate de Sky Survey Palomar cu telescopul de 49 de țoli Samuel Oschin.

## Caracteristici
- În 1998 cometa a fost obiectul unei creșteri bruște a luminozității[5]. La reîntoarcerea din 2006, a revenit la luminozitatea normală[6].
- Diametrul nucleului cometei este 2,6 km.